# أبو تراب الأردني
كان  أبو تراب الأردني صهرًا لأيمن الظواهري، هو  أردني وصفته حكومة الولايات المتحدة بأنه  واحد من الخمس الأفراد الذين كانوا على علم بتفاصيل
هجمات الحادي عشر من سبتمبر إلى جانب   أسامة بن لادن وخالد شيخ محمد ورمزي بن الشيبة بالإضافة إلى محمد عاطف وقد أشارت تقارير المخابرات الأمريكية إلى أنه قُتل في عام 2001 على يد القوات الأمريكية.

## التدريب
وصف أبو تراب بأنه كان المسؤول عن تدريب خاطفي الطائرات «العضليين» في مجمع المطار بحيث كان يدربهم  على نزع سلاح المارشال الجوي وعلى استخدام العبارات الإنجليزية الأساسية وكان  المسؤول عن لياقتهم البدنية وأيضا قام بإعدادهم وتدريبهم على تفجير الشاحنات ونسف المباني واختطاف القطارات من أجل الأمن التشغيلي، حتى لا يتمكنوا من الكشف عن هدفهم في حال تم اسرهم.
في معسكر الفاروق، لإعداد المختطفين وتدريبهم على استخدام سكاكينهم اثناء عمليات الاختطاف  كان يدرب كل منهم على ذبح خروف والجمل بسكين الجيش السويسري

## ما بعد الحادثة
ذكرت  شبكة سي إن إن الإخبارية بأن مصادر حكومية مجهولة المصدر تعتقد بأن أبو تراب قتل على يد القوات الأمريكية خلال المراحل الأولى من الحرب  في أفغانستان.
وفي سبتمبر/أيلول 2006 ظهر أبو تراب في شريط فيديو نشرته مؤسسة السحاب الإعلامية بحيث أظهر الفيديو الاستعدادات والتدريبات  لهجمات 2001 الإرهابية كما أظهر الفيديو بأنه علمهم أيضًا كيفية تزوير الوثائق واقترح بأنه توفي فيما بعد أثناء القتال في قندهار.